# Крестьянское восстание во Фландрии 1323—1328 годов
Крестьянское восстание во Фландрии (нид. Opstand van Kust-Vlaanderen) — народное восстание во Фландрии в 1323—1328 годах.

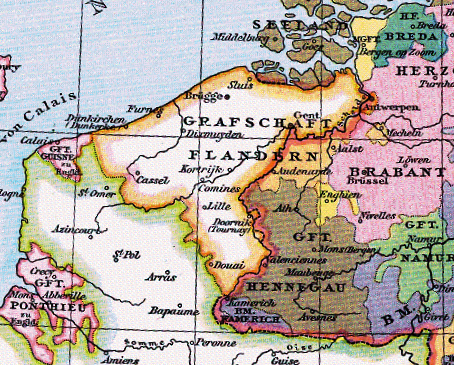
Фландрия в начале 14 века

Оно началось в конце 1323 года с ряда разрозненных сельских волнений, переросших затем в полномасштабное восстание. Восстание во Фландрии было вызвано как тяжелыми налогами, взимаемыми графом Фландрии Людовиком I, так и его профранцузской политикой. Восстание охватило и города, и села. Пик восстания пришелся на 1325 год.
Восстание возглавил Николаас Заннекин, богатый крестьянин из Ламперниссе. Заннекин и его люди захватили города Ньивпорт, Верне, Ипр и Кортрейк. В Кортрейке Заннекин сумел захватить в плен самого графа Фландрии. В 1325 году он пытается занять Гент и Ауденарде, но неудачно. 
После вмешательства короля Франции Карла IV граф Фландрии Людовик был освобожден из плена в феврале 1326 года, и был заключен Аркский мир. 
Вскоре мир был нарушен, а граф бежал во Францию, после чего военные действия возобновились. Людовик убедил нового короля Франции Филиппа VI прийти на помощь. Заннекин и его сторонники потерпели поражение от французов в битве при Касселе.

## Крестьянский бунт
В сентябре 1322 года умер граф Фландрии Роберт III . Поскольку его сын и наследник, граф Людовик I Неверский, умер за два месяца до смерти отца, то ему наследовал внук Людовик. Последний, таким образом, за два месяца от отца и деда унаследовал графства Невер и Фландрию, а благодаря матери имел реальную власть в Ретеле (который также формально унаследовал в 1328), что сделало его одним из самых могущественных вельмож Франции. В 1320 году Людовик женился на Маргарите Французской, второй дочери короля Франции Филиппа VI и Жанны II, графини Бургундии. Этот брачный союз и воспитание во Франции побудили его порвать с антифранцузской политикой деда Роберта III и прадеда Ги. Людовик повел профранцузскую и антианглийскую политику. Эта политика наносила ущерб экономике фламандских городов; он поднял налоги, чтобы выполнить условия мирного договора в Атис-сюр-Орж.
Восстание началось с ряда разрозненных сельских волнений в ноябре-декабре 1323 года. Они были вызваны плохими урожаями 1323 года, нехваткой зерна, нежеланием платить десятину и налоги графу и общей ненавистью к знати и власти. Восстание возглавили богатые крестьяне, такие как Якоб Пейт и Николаас Заннекин. К ним примкнули мелкие сельские дворяне, а мэр Брюгге Виллем де Декен стал вождем восстания.
Николаас Заннекин направился в Брюгге, откуда и началось восстание. Заннекин занял соседние города Руселаре, Поперинге, Ньивпорт, Верне, Дюнкерк, Кассель и Байёль, которые сами открыли ему ворота. Новый граф Фландрии Людовик Неверский приехал во Фландрию в январе 1324 г., но у него не было армии, чтобы подавить восстание, и ему пришлось вступить переговоры с мятежниками. В апреле 1324 г. был заключен мир св. Андрея, по которому жалобы народа на сборщиков налогов были признаны обоснованными.

## Восстание городов против власти графа
После убийства рыцарем крестьянина и ареста шести горожан Брюгге графом в Кортрейке восстание вспыхнуло вновь. Жители Брюгге взялись за оружие, а горожане Кортрейка захватили в плен самого графа. Они передали его брюггцам, которые 21 июня 1325 года казнили несколько его приближенных. Жители Брюгге избрали Роберта Кассельского, младшего сына Роберта III Фландрского, то есть дядю тогдашнего графа Фландрского, правителем («рувардом») Фландрии от их имени; 15 июля 1325 года он повел их на Гент, и они осадили город. К повстанцам примкнули горожане Ипра и гентские ткачи, изгнанные из своего города.
Король Франции Карл IV Красивый отправил во Фландрию послов, предлагая рассудить жалобы коммун на графа в королевском суде. В качестве предварительного условия для любых переговоров брюггцы потребовали сдать им Гент. Король вызвал Роберта Кассельского в Париж (19 сентября 1325 года), но впустую, а потом назначил «рувардом Фландрии» Жана Намюрского. 4 ноября епископ Санлисский и аббат Сен-Дени по просьбе короля наложили на фламандцев интердикт, и сам король пригрозил также вооруженным вмешательством. После отлучения Роберт Кассельский покинул повстанцев и перешел на сторону короля.
Повстанцы впервые потерпели поражение при Ассенеде. Людовик I перед Рождеством был освобожден Робертом Кассельским и 18 февраля 1326 года объявил о прощении брюггцев, обязавшись соблюдать обычаи и свободы коммун Фландрии. Оттуда он отправился к королю в Париж. Наконец, послы короля заключили перемирие в Арке (Аркский мир), ратифицированное в Валь-Меррик, недалеко от Корбея, 19 апреля 1326 года. 26 апреля интердикт c Фландрии был снят.

## Репрессии короля Франции
В феврале 1328 года, после смерти Карла IV, фламандские коммуны восстали снова. И Людовик Неверский обратился с просьбой о помощи к новому королю Франции Филиппу VI во время его коронации в Реймсе 29 мая. Король согласился организовать экспедицию, и королевская армия была созвана 22 июля в Аррасе. Повстанцы собрали достаточно бойцов, чтобы дать отпор врагу на открытой местности, и столкнулись с королевской армией 23 августа в сражении при Касселе, где потерпели поражение, а их вождь Николаас Заннекин был убит.
После победы король вернулся во Францию, взяв 1400 заложников из числа горожан Ипра и Брюгге. Мэра Брюгге Виллема де Декена привезли во Францию и казнили в Париже.
Граф Фландрский приступил к расследованию заговора и наказанию заговорщиков. На горожан Брюгге, Ипра, Кортрейка, Диксмёйде, Верне, Остенде, Арденбурга, Исендике, Дендермонде и Герардсбергена наложили крупные штрафы. Владения участников битвы при Касселе были конфискованы и розданы сторонникам графа. Привилегии всех городов, кроме Гента, были отменены или урезаны. В Брюгге бюргеры были вынуждены встретить графа в замке Мале и, бросаясь на колени, умолять его о милости. В Ипре колокол в колокольне был сломан. Наконец, в письмах от 20 декабря 1328 года, король Франции приказал разрушить возведенные баррикады Брюгге, Ипра, и Кортрейка.

## Последствия
Когда началась Столетняя война, Луи оставался непоколебимым в своей про-французской политике, несмотря на экономическую зависимость графства от Англии. Его действия привели к бойкоту торговли английской шерстью, который, в свою очередь, вызвал новое восстание под руководством Якоба ван Артевельде. В 1339 году граф бежал из своих фламандских земель и не смог вернуться. Луи был убит в битве при Креси в 1346 году.